# متحف نورتون سيمون
متحف نورتون سيمون هو متحف فني يقع في باسادينا، كاليفورنيا.